# Curetis labuana
Curetis labuana är en fjärilsart som beskrevs av Evans 1954. Curetis labuana ingår i släktet Curetis och familjen juvelvingar. Inga underarter finns listade i Catalogue of Life.